# 筧捷彦
筧 捷彦（かけひ　かつひこ、1945年（昭和20年） - ）は、日本の計算機科学者。学位は工学修士。東京通信大学情報マネジメント学部教授。

## 経歴・人物
1970年（昭和45年）東京大学工学系大学院修了後、同大学工学部助手、立教大学理学部講師、同大学理学部助教授、早稲田大学理工学部教授、同大学基幹理工学部教授を経て2016年（平成28年）早稲田大学名誉教授となった。ほか、ACM-ICPC 日本ICPC Board 議長、パソコン甲子園プログラミング部門審査委員長、特定非営利活動法人情報オリンピック日本委員会理事長、公益財団法人情報科学国際交流財団理事長などを歴任した。情報処理学会名誉会員。2020年（令和2年）現在、東京通信大学情報マネジメント学部教授。